# André Vargas
André Luiz Vargas Ilário (Assaí, 2 de março de 1964) é um comerciante e político brasileiro, filiado ao Partido dos Trabalhadores (PT). Foi vereador de Londrina, posteriormente foi deputado estadual e federal pelo Paraná. Foi cassado na Câmara dos Deputados pelo envolvimento com o doleiro Alberto Youssef, preso e condenado na Operação Lava Jato. Foi filiado ao PT, e vice-presidente da Câmara dos Deputados pelo partido, até se desfiliar em abril de 2014. Ficou preso no Complexo Médico Penal, em Pinhais, no âmbito da Operação Lava Jato e foi condenado a 14 anos e 4 meses de reclusão pelos crimes de corrupção passiva e lavagem de dinheiro. Em abril de 2017, teve uma nova condenação a 4 anos e 6 meses de reclusão em regime fechado por lavagem de dinheiro. Atualmente está em liberdade condicional.
Em 2024, retornou ao PT, filiando-se novamente ao partido. Tornou-se produtor rural do ramo de pitaias.

## Biografia
É filho de José Ilário e Ana Vargas Ilário. Possui curso de técnico de administração de empresas, pelo Colégio Estadual Marcelino Champagnat.
Iniciou a sua militância social e política em 1983, espírita declarado, foi diretor do Albergue Noturno de Londrina. Foi deputado federal pelo PT, representando o estado do Paraná. Foi vereador na cidade de Londrina eleito em 2000. Em 2002 foi eleito deputado estadual e em 2006 foi eleito deputado federal. Nas eleições de 2010 André Vargas foi reeleito o terceiro Deputado Federal mais votado do Paraná com  151.769 votos.
André Vargas foi presidente do PT no Paraná de 1998 a 2002, quando assumiu o cargo na vacância de Nedson Micheleti, tendo sido reeleito nas eleições seguintes. André Vargas foi candidato do PT para as eleições de 2008 para a prefeitura de Londrina, ficando em 5º colocado no 1º turno devido ao alto índice de rejeição de seu colega de partido e prefeito na época, Nedson Micheleti.
Na Câmara dos Deputados foi relator da medida provisória do programa habitacional do Governo Federal do Brasil o Minha Casa, Minha Vida nas duas edições do programa, a convite do então presidente Luiz Inácio Lula da Silva.
Em 25 de abril de 2014, após 24 anos no Partido dos Trabalhadores, por carta ao diretório do PT em Londrina, comunicou a desfiliação da legenda.
Em 10 de novembro de 2016, foi denunciado na Operação Lava Jato. O Ministério Público Federal denunciou Vargas por lavagem de dinheiro, falsidade ideológica e uso de documento falso. Esta foi a terceira denúncia contra André Vargas, na operação Lava Jato.
Em 19 de outubro de 2018 foi solto após decisão da 2ª Vara de Execuções Penais de Curitiba. A liberdade condicional foi concedida após o cumprimento de 37 por cento da pena imposta na primeira condenação, apresentar comportamento satisfatório na prisão e comprovação do início do pagamento parcelado da reparação de danos de R$ 1.103.950,12.

## Desempenho em eleições
| Ano  | Eleição               | Coligação                                                | Partido | Candidato a       | Votos   | Resultado  |
| ---- | --------------------- | -------------------------------------------------------- | ------- | ----------------- | ------- | ---------- |
| 2000 | Municipal de Londrina | Compromisso com Londrina (PT, PPS, PCdoB, PAN)           | PT      | Vereador          | 1.740   | Eleito     |
| 2002 | Estadual do Paraná    | Renova Paraná (PT, PHS, PCB, PCdoB, PL)                  | PT      | Deputado estadual | 21.727  | Eleito     |
| 2006 | Estadual do Paraná    | Paraná Unido (PT, PL, PCdoB, PRB, PAN, PHS)              | PT      | Deputado federal  | 83.222  | Eleito     |
| 2008 | Municipal de Londrina | Pra Frente Londrina (PT, PCdoB, PHS, PRTB, PTN, PTC, PR) | PT      | Prefeito          | 14.506  | Não eleito |
| 2010 | Estadual do Paraná    | União Pelo Paraná (PDT, PT, PMDB, PR, PCdoB)             | PT      | Deputado federal  | 151.769 | Eleito     |

## Controvérsias

### Crítica à Globo
Em 19 de abril de 2010 o deputado André Vargas, junto com sua equipe de comunicação do PT nacional, criticou um vídeo de comemoração de 45 anos da Rede Globo de Televisão. A vinheta, segundo André, faria mensagem subliminares a campanha do PSDB. A vinheta, de 30 segundos, foi suspensa pela emissora na tarde do dia seguinte.

### Apoio a mensaleiros
No início de 2014 André Vargas ganhou as manchetes após ter erguido o braço com o punho cerrado ao lado do então presidente do STF, Joaquim Barbosa, durante uma sessão do congresso (o mesmo gestual dos deputados petistas condenados por Barbosa no processo do mensalão). Poucos meses após esse episódio, Vargas começou seu calvário político, com acusações de ligações com o doleiro Alberto Youssef. que foi preso pela Polícia Federal por crime de lavagem de dinheiro. Em 15 de abril André Vargas anunciou que renunciaria a seu mandato de deputado federal.

## Envolvimento em corrupção

### Cassação
Em 10 de dezembro de 2014, o então deputado André Vargas foi cassado por quebra de decoro parlamentar por envolvimento em ter intermediado negócios do doleiro Alberto Youssef com o Ministério da Saúde e ter usado um jatinho do doleiro. O pedido de cassação foi aprovado por 359 votos a favor, um contra e seis abstenções. Em decorrência da cassação, o agora ex-deputado André Vargas, ficará inelegível por 8 anos conforme prevê a Lei da Ficha Limpa.

### Prisão e condenações
Em abril de 2015 André vargas foi preso pela Polícia Federal durante a Operação Lava Jato por ter trabalhado na rede articulada pelo doleiro Alberto Youssef.
No dia 22 de setembro de 2015, André Vargas foi condenado pelo juiz Sergio Moro, responsável pela Lava Jato, a 14 anos e 4 meses de prisão pelos crimes de lavagem de dinheiro e corrupção passiva.
Ao fixar a pena de André Vargas, Moro escreveu:
"A culpabilidade é elevada. O condenado recebeu propina não só no exercício do mandato de deputado federal, mas também da função de vice-presidente da Câmara dos Deputados, esta entre os anos de 2011 e 2014, período em que praticou a maior parte dos fatos criminosos objeto desta ação penal (06/10 a 04/14). A responsabilidade de um vice-presidente da Câmara é enorme e, por conseguinte, também a sua culpabilidade quando pratica crimes. A vetorial personalidade também lhe é desfavorável. Rememoro aqui o gesto de afronta do condenado ao erguer o punho cerrado ao lado do então presidente do Supremo Tribunal Federal, o eminente ministro Joaquim Barbosa, na abertura do ano legislativo de 2014, em 04/02/2014, e que foi registrado em diversas fotos. O parlamentar, como outros e talvez até mais do que outros, tem plena liberdade de manifestação. Protestar contra o julgamento do Plenário do Supremo Tribunal Federal na ação penal 470 é algo, portanto, que pode e poderia ter sido feito por ele ou por qualquer um, muito embora aquela Suprema Corte tenha agido com o costumeiro acerto. Entretanto, retrospectivamente, constata-se que o condenado, ao tempo do gesto, recebia concomitantemente propina em contratos públicos por intermédio da Borghi Lowe. Nesse caso, o gesto de protesto não passa de hipocrisia e mostra-se retrospectivamente revelador de uma personalidade não só permeável ao crime, mas também desrespeitosa as instituições da Justiça".
Em 2 de agosto de 2016, o Supremo Tribunal Federal (STF) por unanimidade negou o pedido da defesa de André Vargas e manteve a prisão do ex-deputado.
Em 6 de abril de 2017, voltou a ser condenado no âmbito da operação Lava Jato a 4 anos e 6 meses pelo crime de lavagem de dinheiro, na compra de um imóvel em Londrina, no Paraná, adquirido com recursos criminosos.
No dia 17 de agosto de 2018, foi condenado a 6 anos de prisão em regime inicialmente fechado por lavagem de dinheiro, no âmbito da Operação Lava Jato, em uma ação penal relacionada à Caixa Econômica Federal.

### CPI da Petrobras
Em 12 de maio de 2015, convocado para depor na Comissão Parlamentar de Inquérito da Petrobras, Vargas se manteve em silêncio, optando por não responder as perguntas dos parlamentares da comissão.